# John Culver
Pour les articles homonymes, voir Culver.
John Culver, né le 8 août 1932 à Rochester (Minnesota) et mort le 26 décembre 2018 à Washington, D.C., est un homme politique américain. Membre du Parti démocrate, il est élu de l'Iowa au Congrès des États-Unis de 1965 à 1981, d'abord à la Chambre des représentants, puis au Sénat à partir de 1975.

## Biographie
John Culver passe son enfance à Cedar Rapids. Il étudie à Harvard aux côtés de John Fitzgerald Kennedy, dont il sera l'assistant pendant un an. Diplômé en 1954, il sert alors quatre ans dans les United States Marine Corps. Il obtient son diplôme de la faculté de droit de Harvard en 1962 et devient avocat à Cedar Rapids.
Il est élu à la Chambre des représentants des États-Unis de 1965 à 1975, année où il entre au Sénat des États-Unis.
John Culver fait alors partie de l'aile gauche et libérale du Parti démocrate. Bien qu'élu dans un État modérément conservateur, il critique les dépenses militaires « irréfléchies » du pays et milite en faveur du droit à l'avortement. Durant l'été 1980, il est donné largement battu par le représentant conservateur Chuck Grassley. Porté par les zones rurales de l'État et par la victoire de Ronald Reagan, Chuck Grassley remporte l'élection avec 53 % des voix contre 45 % pour John Culver.
Après sa défaite, il reprend sa carrière d'avocat à Washington.